# Arčelca
Arčelca je naselje v občini Trebnje.
Arčelca je gručasto naselje v hriboviti legi na kraškem svetu h kateremu pripada tudi zaselek Podbukovje. Na vzhodu so njive Reber, na severu Hrib, na zahodni strani pa gozd Kostanevje. V vasi je cerkev svete Marije Magdalene, prvič omenjena že leta 1526, v kateri je prvotna ravnostropna ladja z ostanki gotske stenske dekoracije ostanek srednjeveške stavbe, ki so ji dodali tristrano zaključeni prezbiterij. Glavni in edini oltar je iz leta 1685, ki ga je leta 1912 prenovil Goetzl iz Ljubljane. Pred starimi hišami so bile včasih značilne kamnite mize, zaradi slabih življenjskih pogojev pa se je prebivalstvo pred prvo svetovno vojno odseljevalo v tujino.